# Cronhielm (1727)
Cronhielm var en galär i svenska flottan. Deltog i Hattarnas ryska krig och bemannades 8 maj 1742 med över hundra soldater och befäl från Vista kompani, Jönköpings regemente. Deltog i Sjöslaget vid Korpoström 20 maj 1743 där den svenska styrkan fick se sig slagen av den ryska.